# 喬治·巴桑公園

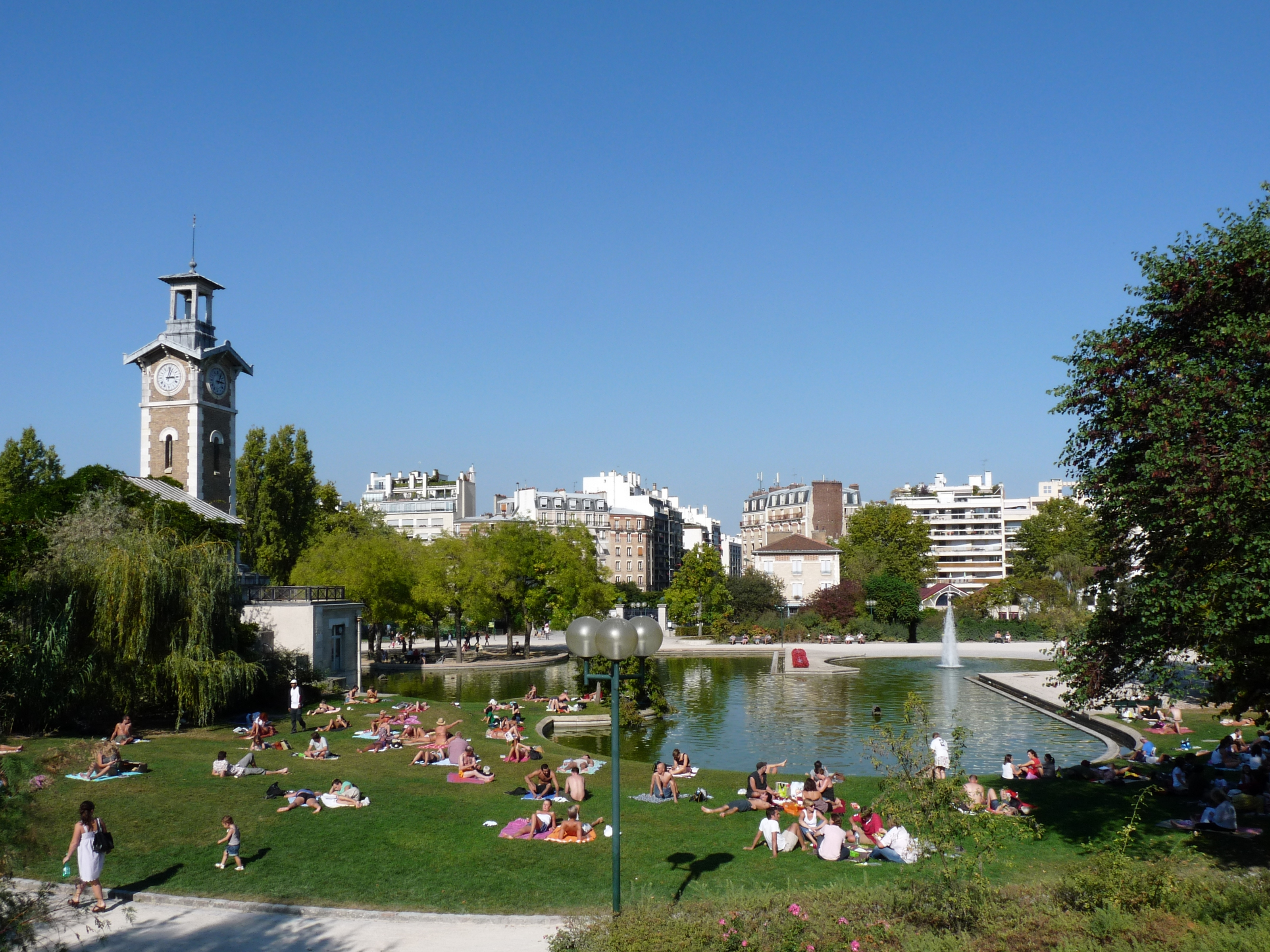
喬治·巴桑公園之一

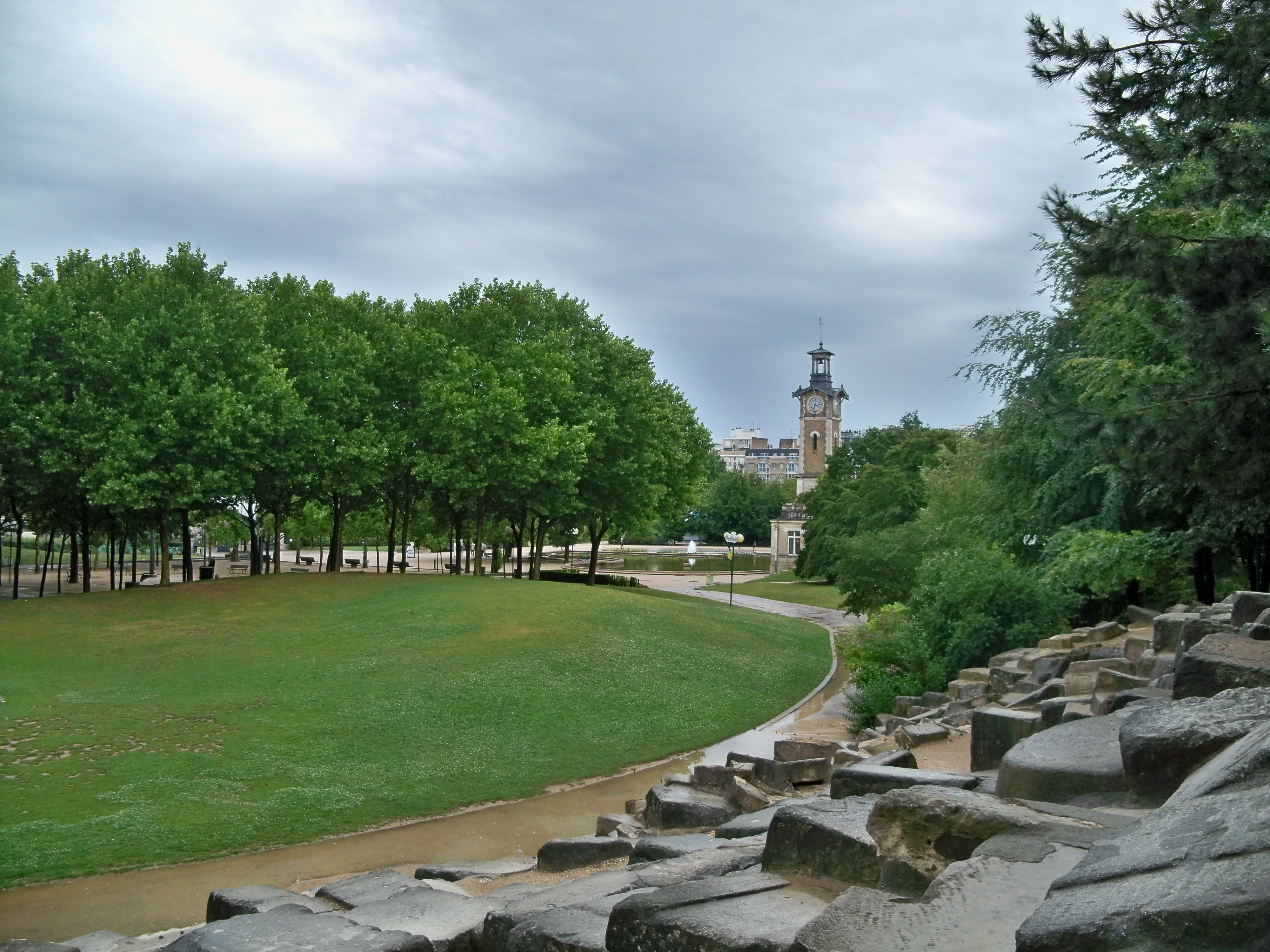
喬治·巴桑公園之二

喬治·巴桑公園（Parc Georges-Brassens）是位於法國首都巴黎15區的一座公園。喬治·巴桑公園開業於1984年，之前曾經是一座市場。聖老楞佐教堂地處巴黎的南北中軸線。公园是为了纪念向法国诗人-歌手-作曲家喬治·巴桑致敬，他在巴黎生活的大部分时间都住在离公园几百米的地方。游客可以乘坐巴黎地铁13号线、12号线、电车T3和公交车62路、89路和95路到达。

## 历史
这片土地原本属于Vaugirard村，直到1860年才被并入巴黎。在18世纪，佩里希奥的葡萄园在此扩展，随后在下个世纪，市场园艺也在此发展。从1894年到1974年，农作物被屠宰场所取代，其中的一些建筑结构至今仍可看到：马棚和拍卖市场的钟楼。
该地区的居民不断抱怨屠宰场在巴黎市中心的活动所产生的噪音和气味。因此，在1975年，屠宰场被关闭，并安装了一些建筑元素，以参考该活动：代表公牛和运肉车的雕塑，等等。

20世纪80年代，建筑师亚历山大-吉乌拉米拉（Alexandre Ghiulamila）和让-米歇尔-米利克斯（Jean-Michel Milliex）与景观设计师丹尼尔-科林（Daniel Collin）对公园进行了全面的改造，并于1985年向公众开放。

Parc Georges-Brassens, Paris